# Kia Motors
Kia Motors (coreà: 기아 자동차 주식회사) és un fabricant sud-coreà d'automòbils amb l'oficina central a Yangjae-dong, Seocho-gu, Seül, Corea del Sud. El seu president és Eui-sol Chung. El 20 d'octubre de 2006, Kia Motors Amèrica va inaugurar la seva primera planta de muntatge nord-americà al West Point, Geòrgia amb un cost inicial de més de 1000 milions de dòlars. La nova planta produirà aproximadament 300.000 vehicles per any i crearà 5.000 llocs de treball als Estats Units. La companyia, pertanyent al grup Hyundai, ha fabricat reeixits models per Ford.

## Història
Fundada el 1944, com a fabricant de bicicletes i canonades d'acer.
El nom «Kia» deriva d'una combinació de l'ideograma o hanja per a la paraula coreana ki, que significa «elevar» o «sortir de», i de la "a", d'Àsia. Per tant, el nom del fabricant d'automòbils més antic de Corea del Sud vindria a significar «el que sorgeix des d'Àsia». L'origen de la marca es remunta a la fundació el 1944 d'un conglomerat industrial que fabricava, entre altres coses, motors i vehicles comercials sota la marca «Àsia».
El 1952, Kia va canviar el seu nom per Kyungsung (Precisió) Industry, més tard va començar a construir motocicletes, camions i cotxes. El 1986, Kia va produir diversos Mazda, vehicles tant per a vendes a Corea, com per importacions en altres països. Aquests models inclouen el Pride (basat en el Mazda 121) i Avella, que va ser venut a Amèrica del Nord i Australàsia, com el Ford Festiva i el Ford Aspire. Des d'inicis dels 90 va aparèixer en els mercats internacionals amb models com el Sedan compacte Sephia i la SUV Sportage. Després de la crisi coreana de finals dels anys 90, l'empresa va passar a formar part del grup Hyundai. El grup és el 5è productor mundial d'automòbils. Actualment, Kia està present en més de 100 països i té una bona reputació com a proveïdor d'automòbils de tecnologia moderna, assegurances i ben equipats.

## Models d'automòbils de passatgers
- Kia Pride 1.2/ Ford Festiva 1.2
- Kia Pride Pop 1.3 / Ford Festiva 1.3
- Kia Pop 1.1
- Kia Clarus/Credos
- Kia Capital/Concord
- Kia Elan
- Kia Picanto / Morning
- Kia Rio
- Kia Rio 5
- Kia Cee'd
- Kia Pro Cee'd
- Kia Cerato / Spectra
- Kia Cerato 5 / Spectra 5
- Kia Joice
- Kia Magentis / Óptima / Lotze
- Kia Opirus / Amanti
- Kia Carens / Rondo
- Kia Avella
- Kia Qianlima
- Kia Besta
- Kia Pregio
- Kia Bongo
- Kia Retona
- Kia Sedona / Carnival
- Kia Sorento
- Kia Borrego / Mohave
- Kia Parktown
- Kia Sportage I, II, III, IV
- Kia Shuma
- Kia Shuma II
- Kia Sephia I & II
- Kia Towner
- Kia Venga
- Kia Koup
- Kia K7/Cadenza